# Амфитеатр в Эль-Джеме
Амфитеатр Гордиана был построен по образу и подобию римского Колизея проконсулом Африки Гордианом в Тисдре (ныне Эль-Джем, Тунис) в 232—238 годах н. э.
Длина арены амфитеатра составляет 65 метров, ширина 39 метров. Вместимость до 30 тыс.  человек; он является четвёртым по величине после Колизея, амфитеатра в Санта-Мария-Капуа-Ветере и Арена ди Верона.
Амфитеатр в был построен проконсулом Гордианом, будущим императором. незадолго до 238 года; считается, что строительство амфитеатра начали около 230 года. Оно продолжалось в течение восьми лет. 
И хотя его успели украсить многоцветными мозаиками, строительство прекратили. Амфитеатр использовали недолго (и, вероятно, в основном для гладиаторских боёв и гонок на колесницах), а в полном объёме так и не отстроили.
До VII века творение древнеримских архитекторов стояло нетронутым. Позже, арабские жители  рядом расположенного города Эль-Джем начали использовать ненужный им амфитеатр в качестве источника бесплатного строительного камня (постройка была выполнена из желтоватого песчаника, лёгкого в обработке). Каменные глыбы были использованы для строительства Эль-Джема, а также транспортировались в Кайруан для постройки Соборной мечети.
В XX веке случайно сохранившиеся древнеримские мозаики перенесены в местный археологический музей. 
В 1979 году остатки древнеримского амфитеатра в городе Эль-Джем ЮНЕСКО объявило всемирным наследием.
Фильмы о гладиаторах никогда не снимаются в Колизее, поскольку он недостаточно хорошо сохранился для съёмок; поэтому роль Колизея в кино чаще всего исполняет амфитеатр в Эль-Джеме.

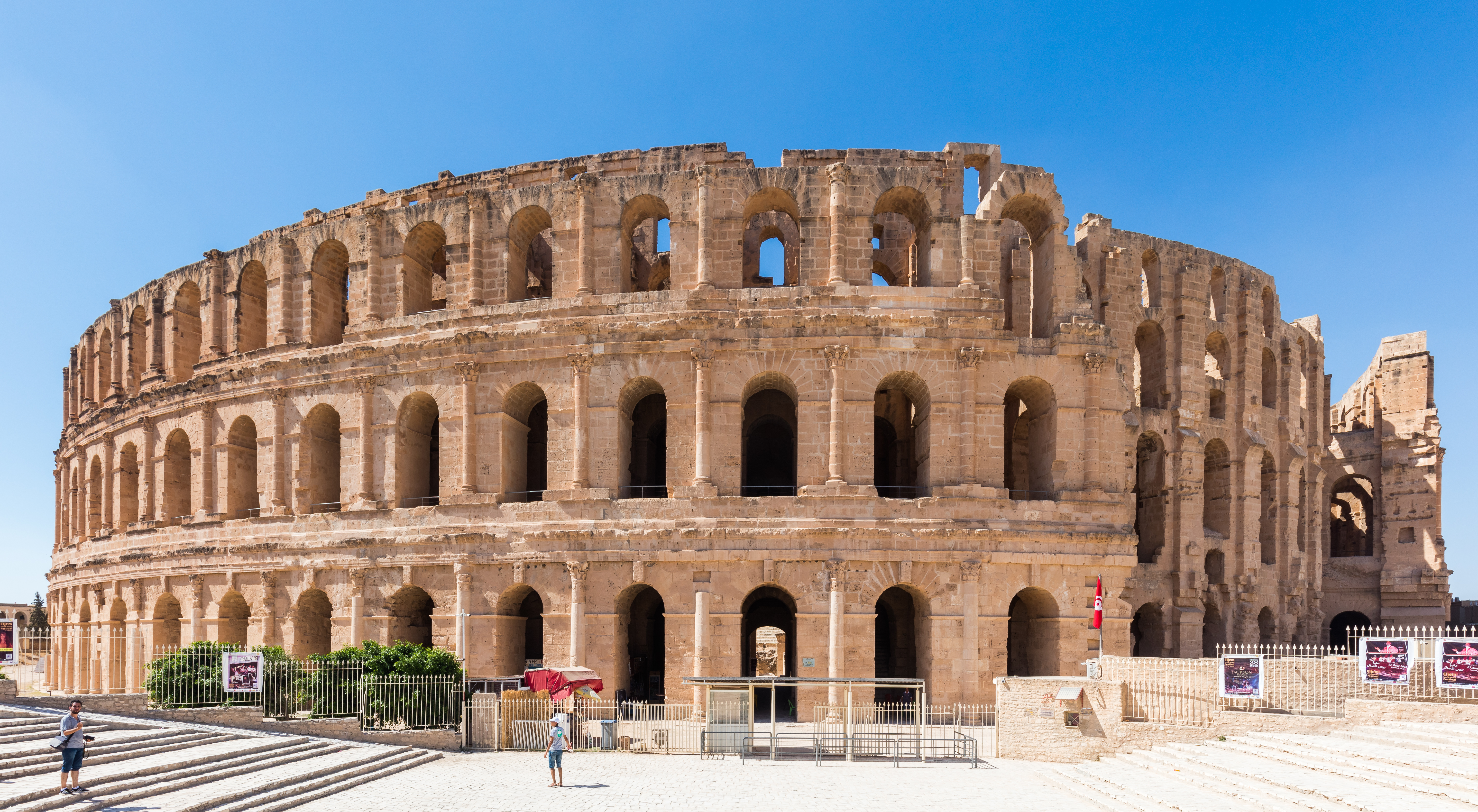
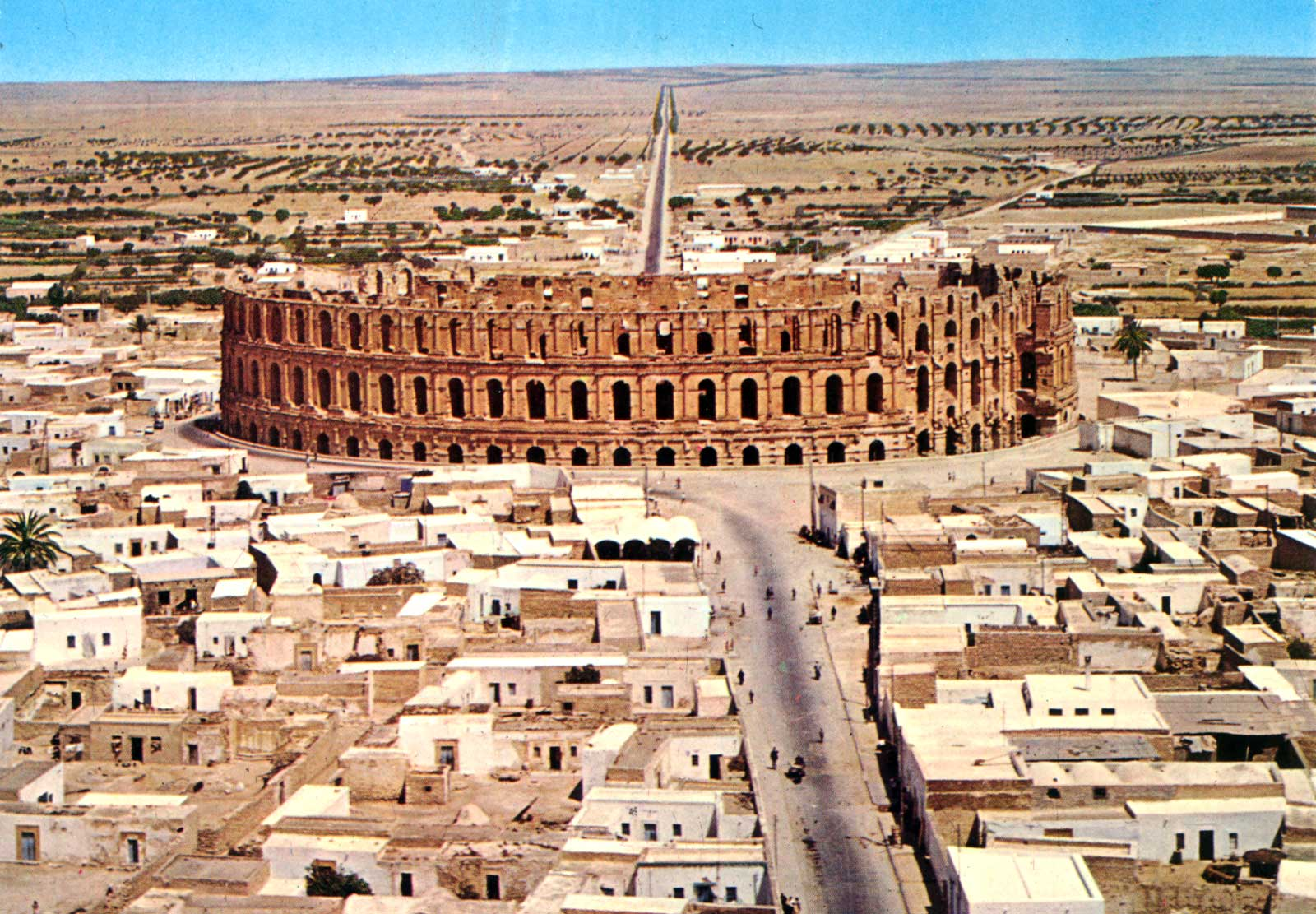
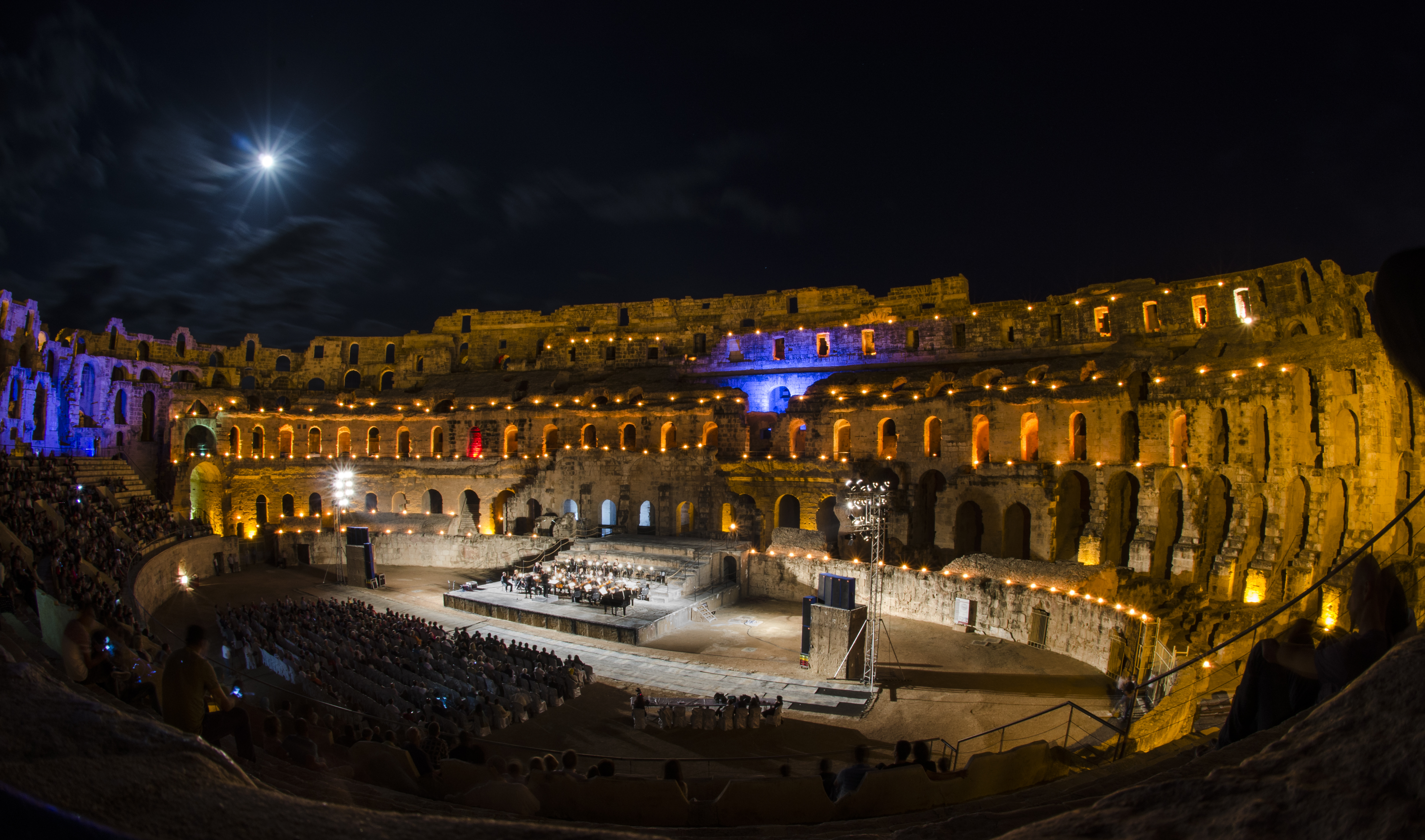
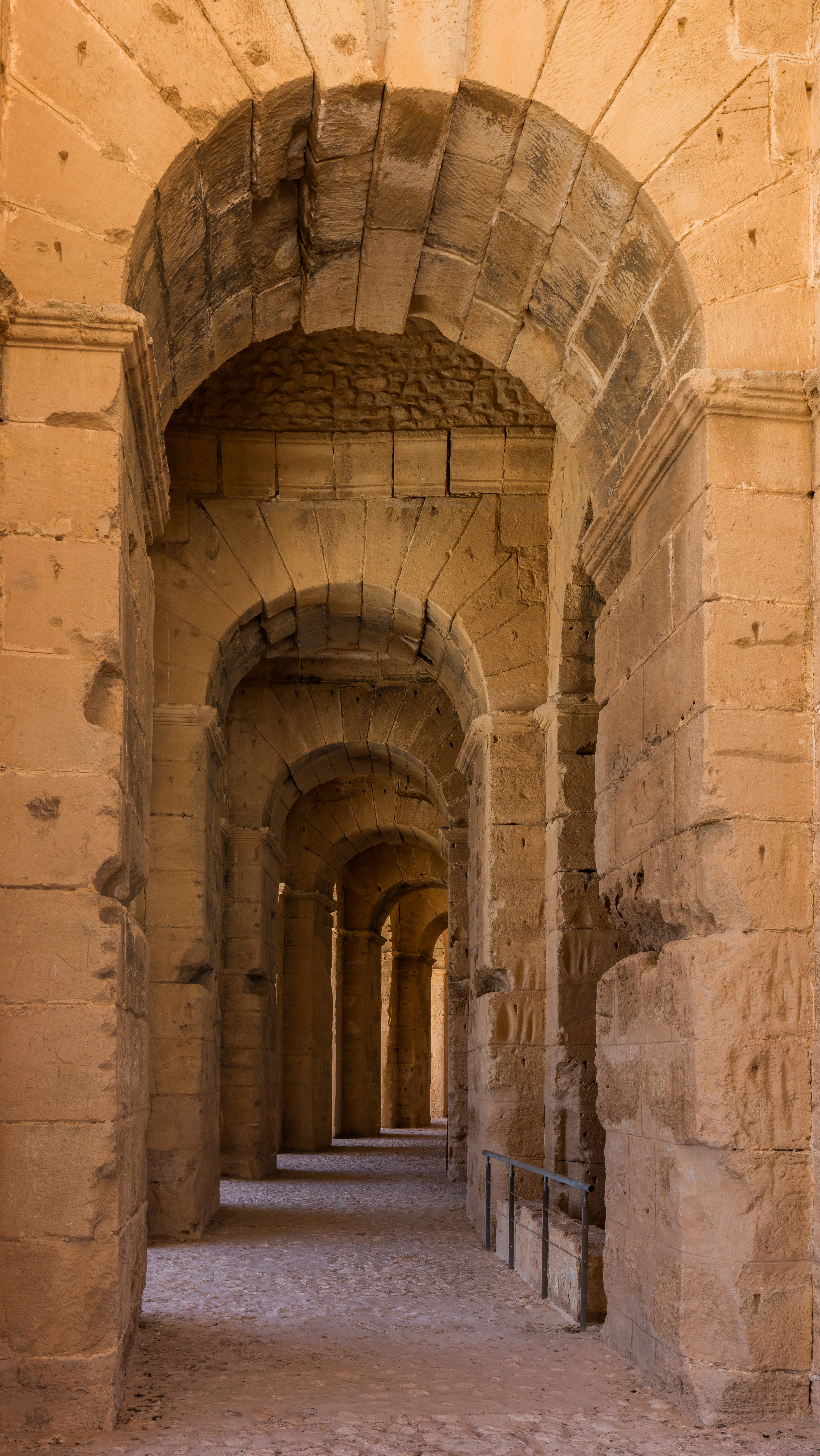
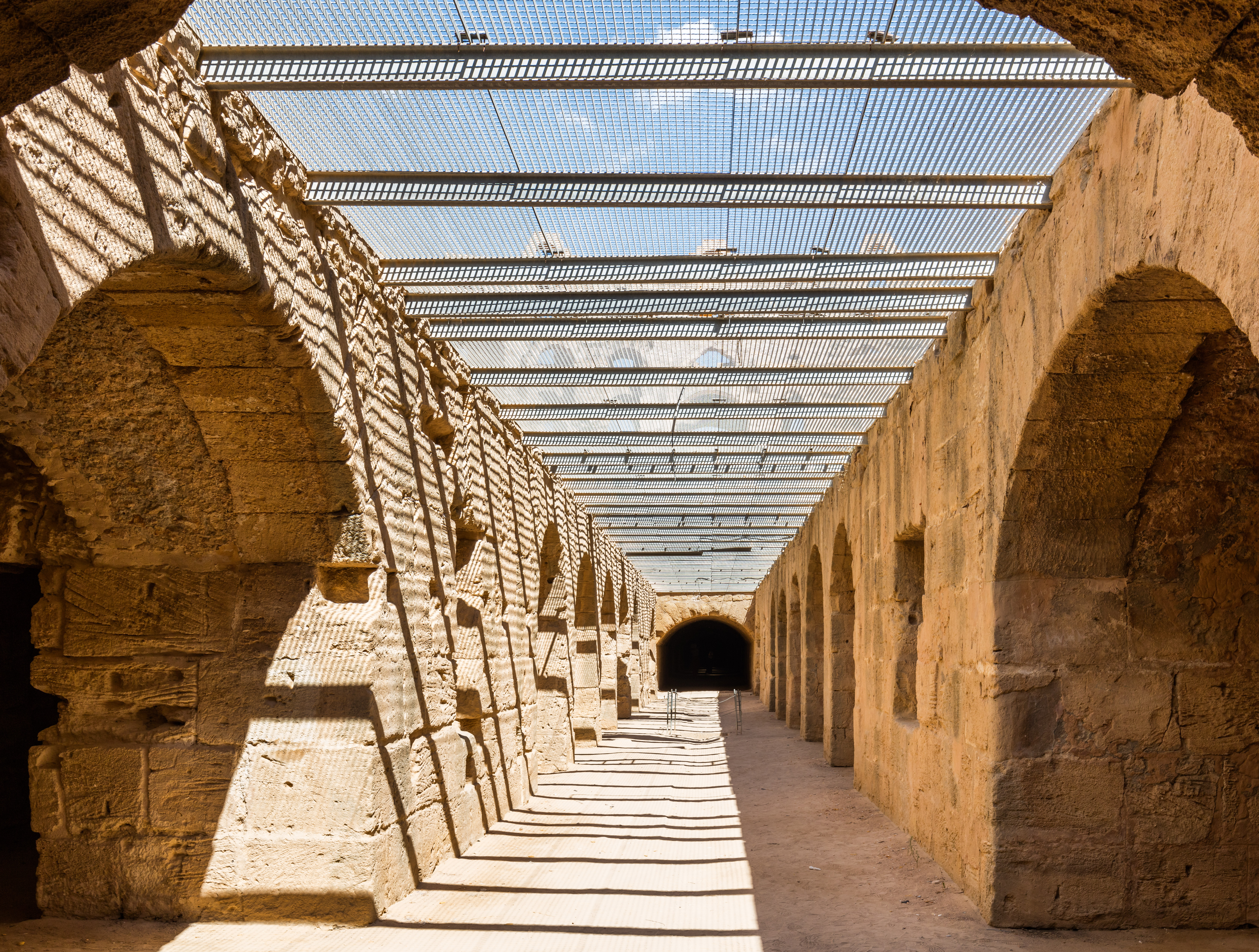
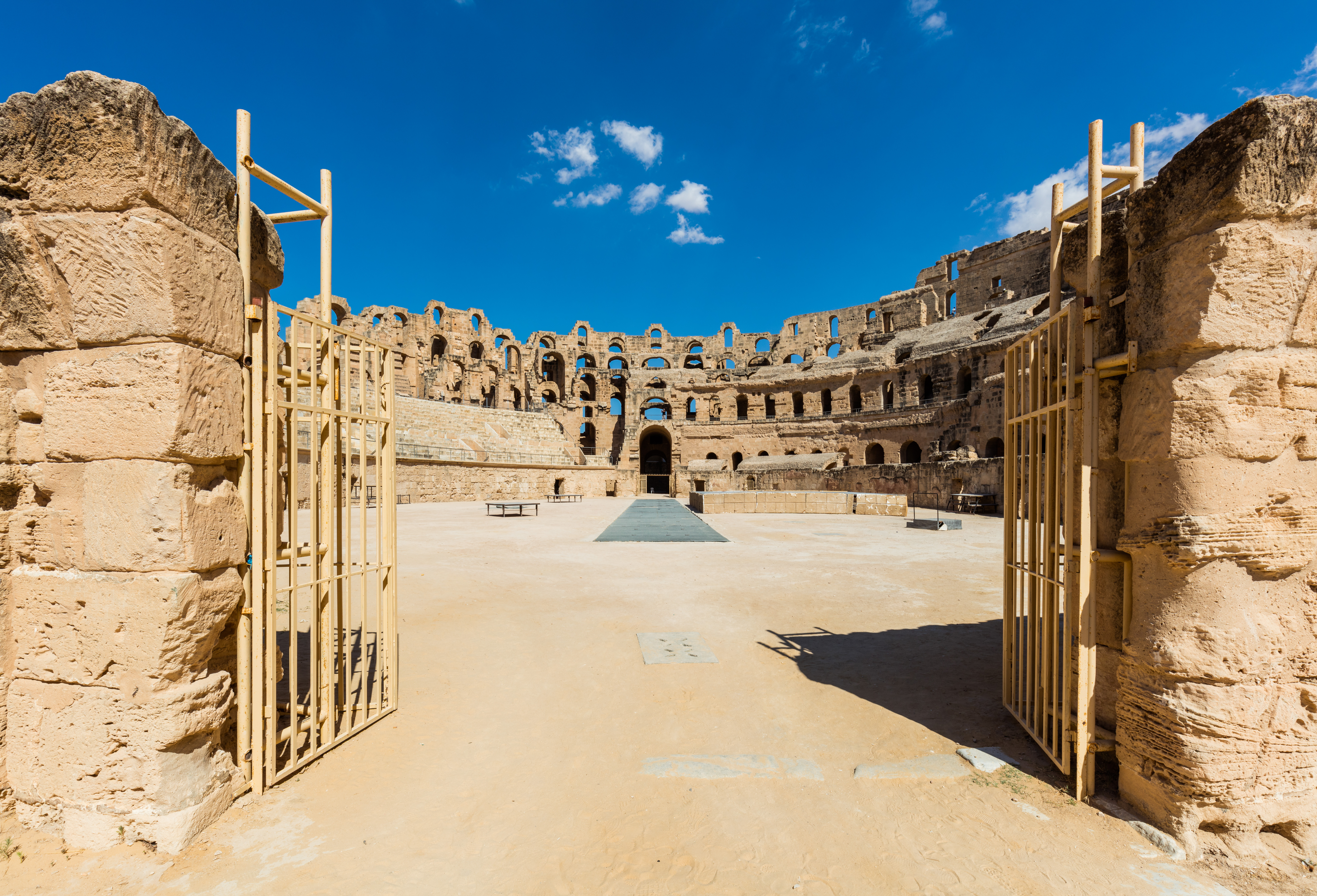